# 76 Tauri
76 Tauri är en misstänkt variabel i Oxens stjärnbild.
76 Tau har visuell magnitud +5,9 och varierar utan fastställd amplitud eller periodicitet.